# Čierna hora (Levočské vrchy)
Čierna hora (1289 m n. m.) je nejvyšším bodem Levočských vrchů. Nachází se na území bývalého vojenského obvodu Javorina asi 6 km východně od vsi Ihľany a 10 km jihovýchodně od Podolínce v okrese Kežmarok (Prešovský kraj). Na jejím úbočí pramení několik potoků: na severu Kolačkovský potok, na jihu Jakubianka a na jihovýchodě Šípková. Z nezalesněných částí hory se otevírají výhledy na nedaleké Tatry a širší okolí.

## Přístup
Na vrchol nevedou žádné značené cesty. Výstup je možný po lesních cestách ze vsi Ihľany.